# Andreadoxa flava
Andreadoxa flava é uma espécie de planta da família Rutaceae.
É conhecida apenas de indivíduos coletados na área do Centro de Pesquisas do Cacau da Comissão Executiva do Plano da Lavoura Cacaueira (CEPLAC) em Itabuna, estado da Bahia. Encontra-se criticamente ameaçada de extinção. Apenas um indivíduo vivo da espécie é conhecido.
A espécie homenageia o botânico André M.V. de Carvalho (1951-2002), curador do Herbário CEPEC.
Alcaloides quinolônicos foram detectados em suas folhas.